# Lucas Platero
Lucas Platero Méndez (Madrid, 1970) es un docente e investigador español, reconocido por su activismo en la lucha por los derechos del colectivo LGBT.

## Trayectoria
Platero es doctor en Sociología y Ciencias Políticas por la Universidad Nacional de Educación a Distancia (UNED), licenciado en Psicología por la Universidad Complutense de Madrid (UCM) y docente en intervención-socio comunitaria e investigador. Además, dirige la Serie General Universitaria, de la Editorial Bellaterra.
En su época de estudiante, fue activista en varias organizaciones feministas y de lesbianas, siendo miembro fundador de RQTR (Erre que te erre), primera asociación universitaria LGBT del Estado español, establecida en la Universidad Complutense de Madrid en 1994. Su activismo ha ido transformándose en un activismo basado fundamentalmente en la investigación académica. Sus líneas de trabajo incluyen la sexualidad no normativa, las intersecciones de las diferentes formas de exclusión y la pedagogía transformadora.
Tiene una doble línea de publicaciones: por un lado publicaciones dirigidas a una audiencia académica especializada, a través de revistas de investigación, y con atención especial a la transexualidad y las relaciones de género en el contexto español, así como a la relación interseccional entre incapacidad, género y sexualidad, y políticas públicas; y, por otro, varias publicaciones dirigidas al público en general, más divulgativa.

## Reconocimientos
En 2006, Platero recibió el primer premio María Ángeles Durán de Innovación Científica en el Estudio de las Mujeres y del Género de la Universidad Complutense de Madrid junto a María Bustelo, Emanuela Lombardo, Silvia López y Elin Paterson por la obra Las Políticas de Igualdad de Género en España y Europa: un análisis de marcos interpretativos. Al año siguiente, la Diputación Provincial de Huelva le otorgó el segundo premio de Investigación en Igualdad de Género por el artículo Género y orientación sexual: ¿desigualdades que intersectan en las políticas centrales y autonómicas? un análisis de la representación de los problemas en la agenda política española de igualdad (1995-2005).
En 2020, recibió el premio Emma Goldman de la Fundación Flax por su trayectoria científica y divulgativa. También ha recibido una de las Plumas 2020 de la FELGTB  como reconocimiento a su activismo trans y a la importancia de su figura como referente en políticas queer e interseccionales.

## Obra
- 2007 – Herramientas para combatir el bullying homofóbico. Talasa Ediciones. ISBN 978-84-96266-23-0.
- 2008 – Lesbianas. Discursos y representaciones. Melusina. ISBN 84-96614-38-7.
- 2012 – Intersecciones. Cuerpos y sexualidades en la encrucijada. Edicions Bellaterra. ISBN 978-84-7290-603-7.
- 2014 – Trans*exualidades. Acompañamientos, factores de salud y recursos educativos. En colaboración con la ilustradora Isa Vázquez. Edicions Bellaterra. ISBN 978 84 7290 688 4.
- 2015 – Por un chato de vino. Historias de travestismo y masculinidad femenina. Edicions Bellaterra. ISBN 978 84 7290 716 4.
- 2017 – Barbarismos queer y otras esdrújulas. Edicions Bellaterra. ISBN 978-84-7290-829-1.
- 2017  – Investigación sociológica sobre las personas transexuales y sus experiencias familiares. Ayto. Madrid. ISBN 978-84-617-8588-9
- 2019 – Cuerpos Marcados. Vidas que cuentan y políticas públicas. Ediciones Bellaterra. ISBN 978-84-7290-939-7.
- 2020 –  (h)amor6 trans. Ediciones Continta Me Tienes. ISBN 978-84-122760-2-2.